# Аргонн (Вісконсин)
Аргонн (англ. Argonne) — місто (англ. town) в США, в окрузі Форест штату Вісконсин. Населення — 546 осіб (2020).

## Демографія
Згідно з переписом 2010 року, у місті мешкало 512 осіб у 202 домогосподарствах у складі 138 родин. Було 407 помешкань
Расовий склад населення:
| - 91,2 % — білих - 2,5 % — корінних американців - 0,6 % — чорних або афроамериканців - 0,4 % — азіатів |

До двох чи більше рас належало 5,3 %. Частка іспаномовних становила 1,8 % від усіх жителів.
За віковим діапазоном населення розподілялося таким чином: 24,4 % — особи молодші 18 років, 62,1 % — особи у віці 18—64 років, 13,5 % — особи у віці 65 років та старші. Медіана віку мешканця становила 39,2 року. На 100 осіб жіночої статі у місті припадало 108,1 чоловіків;  на 100 жінок у віці від 18 років та старших — 112,6 чоловіків також старших 18 років.
Середній дохід на одне домашнє господарство  становив 55 958 доларів США (медіана — 50 167), а середній дохід на одну сім'ю — 56 902 долари (медіана — 49 688). Медіана доходів становила 40 278 доларів для чоловіків та 36 389 доларів для жінок. За межею бідності перебувало 19,7 % осіб, у тому числі 13,5 % дітей у віці до 18 років та 10,2 % осіб у віці 65 років та старших.
Цивільне працевлаштоване населення становило 322 особи. Основні галузі зайнятості: освіта, охорона здоров'я та соціальна допомога — 26,4 %, виробництво — 13,7 %, мистецтво, розваги та відпочинок — 12,1 %.